# ووليميا
ووليميا Wollemia هو جنس من الأشجار الصنوبرية من عائلة Araucariaceae ، المستوطنة في أستراليا. إنه يمثل واحدًا فقط من ثلاثة أجناس لا تزال حية في العائلة ، جنبًا إلى جنب مع أروكاريا و أغاتس منذ عصور جيولوجية. يعود عمر تلك الأشجار إلى نحو 175 مليون سنة فهي تعتبر حفريات حية. جنس أشجار ووليميا لديه نوع واحد معروف فقط ، "ووليميا نوبيليس Wollemia nobilis الذي تم اكتشافه في عام 1994 في منطقة الغابات الممطرة المعتدلة في حديقة ووليمي الوطنية في نيو ساوث ويلز . كان شجر ووليميا ينمو في سلسلة نائية من الخوانق الرملية الضيقة شديدة الانحدار 150 كـم (93 ميل) شمال غرب سيدني . وقد تم تسمية الجنس على اسم الحديقة الوطنية.
في كل من المنشورات الشعبية والعلمية في علوم النباتات يشار إلى الشجرة عالميًا باسم صنوبر ووليمي ،  على الرغم من أن هذه الشجرة ليست صنوبرًا حقيقيًا (أي ليست من جنس الصنوبر ) ، ولا عضوًا من عائلة الصنوبر .
تم تصنيف شجرة صنوبر ووليمي على أنها مهددة بالانقراض (CR) على القائمة الحمراء لـ IUCN ،  وهي محمية قانونيًا في أستراليا. بعد اكتشاف إمكانية استنساخ الأشجار بنجاح ، تم زرع أشجار جديدة في الحدائق النباتية في سيدني وجبل عنان ، كما زُرعت في أماكن بعيدة مثل حديقة هومبولت النباتية بالقرب من يوريكا ، بكاليفورنيا.
وقد تم وضع خطة لإنعاش تواجد هذه الأشجار ، واعلم المجتمع العلمي بتحديد استراتيجيات لإدارة هذه الفئة من الأشجار التي هي على وشك الانقراض. االهدف العام هو ضمان بقاء الأنواع قابلة للحياة على المدى الطويل. وقد قدم رؤساء الوزراء ووزراء الخارجية الأستراليون صنوبر ووليمي إلى العديد من الشخصيات المرموقة في جميع أنحاء العالم.
على الرغم من وصفها في كثير من الأحيان بأنها " أحفورة حية " ، لا توجد أحافير لا لبس فيها من نوع ووليميا ، وتعتبر السجلات الأحفورية المحتملة لها غير مؤكدة.

## وصفها
ووليميا نوبيليس  هي شجرة دائمة الخضرة تصل إلى ارتفاع 25–40 م (82–131 قدم) طويلة القامة. اللحاء مميز للغاية ، لونه بني غامق ومحبب ، تلك الحبوب تشبه حبوب الإفطار Cocoa krispies . تقطع الأشجار بسهولة ، ومعظم العينات متعددة الجذوع أو تظهر على شكل كتل من جذوع يُعتقد أنها مشتقة من نمو البتائل القديم ، ويتكون بعضها من ما يصل إلى 100 جذع بأحجام مختلفة. ويكون التفرع غير معتاد لأن جميع الفروع الجانبية تقريبًا لا تحتوي على مزيد من التفرعات. خلال بضع سنوات ينتهي كل فرع إما في مخروط (ذكر أو أنثى) أو يتوقف عن النمو. بعد ذلك - أو عندما ينضج المخروط - يموت الفرع . ثم تنشأ فروع جديدة من براعم كامنة على الجذع الرئيسي. نادرًا ما يتحول الفرع الجانبي منتصبًا ويتطور إلى جذع ثانوي يحمل بعد ذلك مجموعة جديدة من الفروع الجانبية.

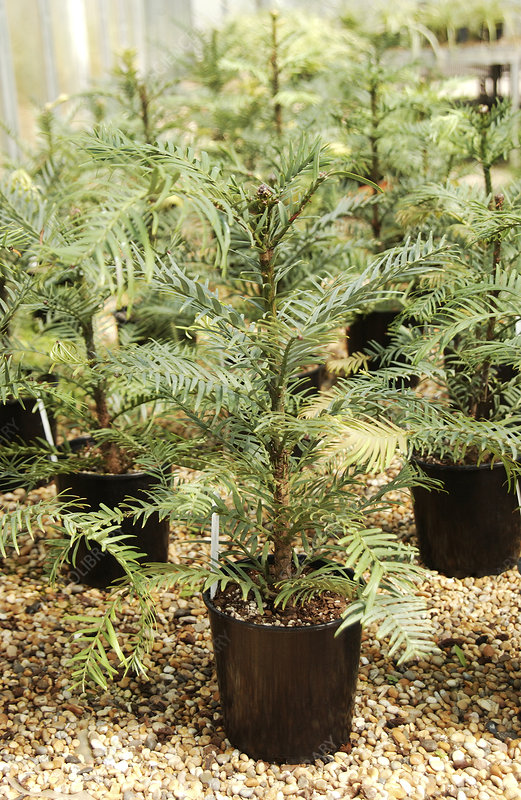
صنوبر Wollemi يبلغ من العمر 4 سنوات ينمو من القطع

الأوراق خطية مسطحة ، طولها بين 3–8 سـم (1.2–3.1 بوصة) وعرضها يكون بين 2–5 مـم (0.079–0.197 بوصة) وهي اوراق واسعة وعريضة. يتم ترتيبها حلزونيًا عند الجزع ولكنها تكون ملتوية في القاعدة لتظهر في رتبتين أو أربع صفوف مسطحة . عندما تنضج الأوراق ، فإنها تتطور من الأخضر الليموني الفاتح إلى الأخضر المصفر. مخاريط البذور خضراء بطول 6–12 سـم (2.4–4.7 بوصة) وعرضها بين 5–10 سـم (2.0–3.9 بوصة) وتنضج بعد حوالي 18-20 شهرًا من تلقيح الرياح . تتفكك عند النضج لتطلق البذور الصغيرة والبنية الرقيقة والورقية مع وجود جناح حول الحافة للمساعدة في تشتتها بعيدا عن الشجرة مع الرياح. مخاريط الذكر ( حبوب اللقاح ) مخروطية رفيعة ، طولها 5–11 سـم (2.0–4.3 بوصة) وعرضها بين 1–2 سـم (0.39–0.79 بوصة) ، ولونها بني محمر وتكون سفلية على الشجرة عن مخاريط البذرة. يبدو أن الشتلات بطيئة النمو  والأشجار الناضجة طويلة العمر ؛ يقدر عمر بعض كبار السن حاليا بين 500 و 1000 سنة.
ولكن أشجار ووليميا تعود إلى عصور جيولوجية قبل نحو 175 مليون سنة . لهذا يٌهتم بالحفاظ عليها فهي أشجار حفرية حية.

## اكتشافها

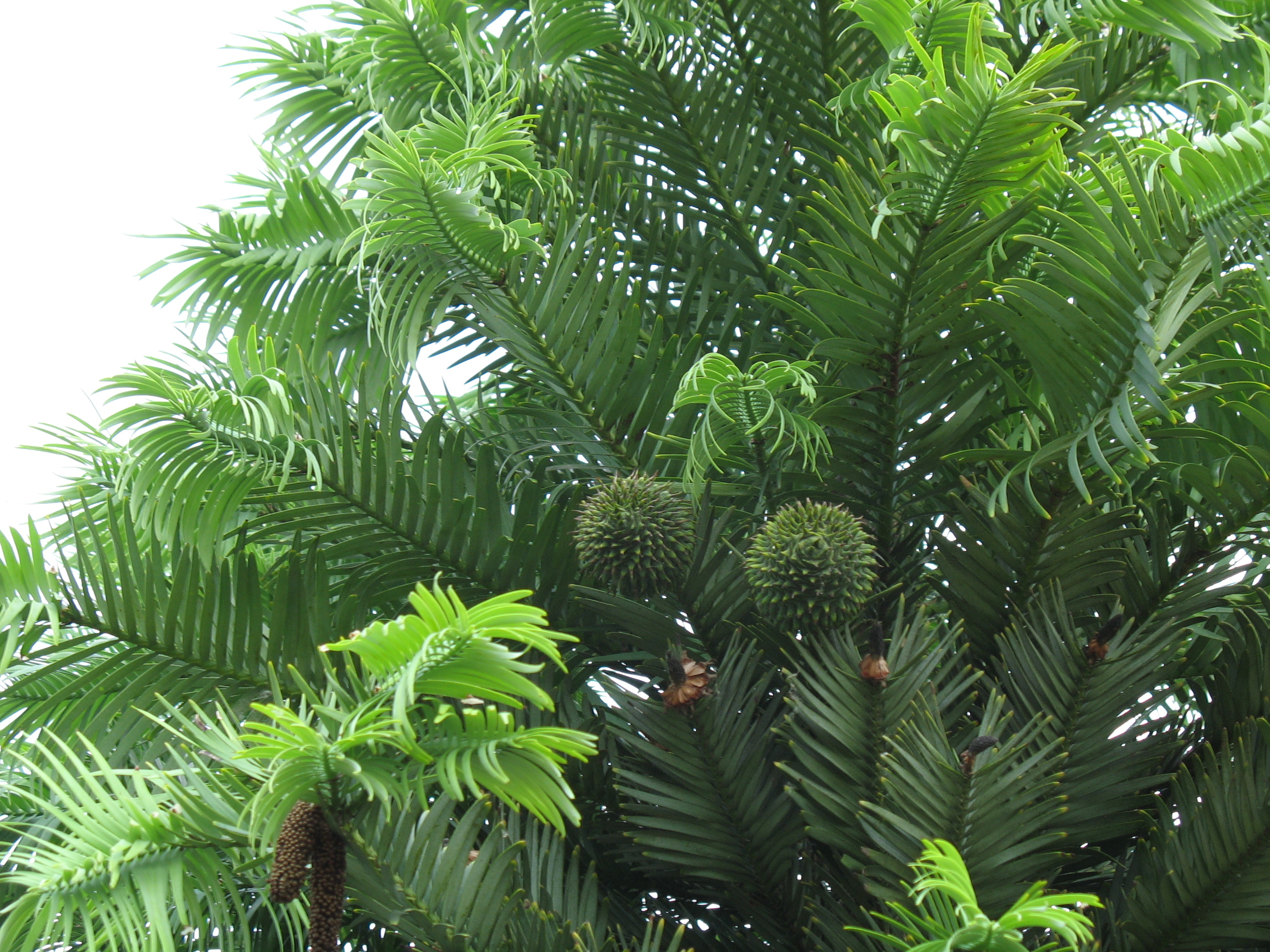
ذكور وإناث مخاريط ووليميا نوبيليس.

حدث الاكتشاف في 10 سبتمبر 1994 بواسطة ديفيد نوبل ومايكل كاستلين وتوني زيمرمان ، فقط لأن المجموعة كانت تستكشف المنطقة بشكل منهجي بحثًا عن أخاديد جديدة. كان لدى نوبل معرفة نباتية جيدة ، وسرعان ما أدرك أن الأشجار غير عادية بسبب اللحاء الفريد واعتبرها تستحق المزيد من البحث.
فأخذ نوبل عينات للعمل من أجل تحديد نوع هذه الشجرة ، وتوقع أن يتمكن شخص ما من التعرف عليه يكون عارفا في موضوع النباتات. وتم التعرف على عيناته من قبل "وين جونس " عالم النبات الذي كان يعمل في المنتزهات الوطنية ، و " جان ألان " الذي كان يعمل في الحدائق النباتية. بعد تحديد نوع الشجرة ، دخلت المتنزهات الوطنية تحت غطاء من السرية ، حيث لم يتعلم المكتشفون الحجم الكامل لاكتشافهم لمدة ستة أشهر تقريبًا. وكادت المتنزهات الوطنية من إتلاف مجموعة الأشجار عندما كانت طائرة هليكوبتر تستخدم لجمع الأقماع منها فقطعت دون قصد أحد أشجارها بواسطة مروحتها . سميت الأنواع لاحقًا باسم ديف.
تم رسم الرسوم التوضيحية الأولى لصنوبر ووليمي بواسطة ديفيد ماكاي ، وهو فنان نباتي ورسام علمي كان يعمل في الحدائق النباتية الملكية في سيدني عندما تم اكتشاف هذا النوع.
ستكون هناك حاجة إلى مزيد من الدراسة لاستبيان علاقتها بالصنوبريات الأخرى. كان الشك الأولي هو أن لها خصائص معينة لعائلة Araucariaceae التي يبلغ عمرها 200 مليون عام ، لكنها لم تكن مشابهة لأي نوع حي في الأسرة. أثبتت المقارنة مع أروكاريا الحية والمتحجرة أنها كانت عضوًا في تلك العائلة ، وقد تم وضعها في جنس جديد ، بجانب الجنسين أغاتس و أروكاريا .
من المعروف أن أقل من مائة شجرة تنمو برية ، في ثلاث مناطق غير متباعدة. من الصعب جدًا إحصاء الأفراد ، حيث أن معظم الأشجار متعددة الأنماط وقد يكون لها نظام جذر متصل. كشفت الاختبارات الجينية أن جميع العينات لا يمكن تمييزها وراثيًا ، مما يشير إلى أن النوع قد مر عبر عنق الزجاجة الجيني حيث أصبح عدد سكانه منخفضًا جدًا (ربما فردًا أو شخصين فقط) بحيث فقد كل التباين الجيني .

### التهديدات
في نوفمبر 2005 تم العثور على أشجار برية مصابة بفيتوفثورا سينامومي . يعتقد حراس حديقة نيو ساوث ويلز أن العفن المائي الخبيث تم إدخاله إلى الموقع من قبل زوار غير مصرح لهم ، ولا يزال موقعه غير معروف للجمهور
حتى الآن .
تعرض بستان أشجار ووليميا للخطر بسبب حرائق الغابات خلال موسم حرائق الغابات الأسترالي 2019-2020 . ولكن تم إنقاذهم من قبل رجال إطفاء متخصصين ممن يعملون في اطار خدمات المنتزه الوطني ، و بدعم من مرفق اطفاء الحرائق في المنطقة ، وقد قام هذا المرفق بتركيب نظام ري بالإضافة إلى مثبطات الإسقاط. 

## زراعتها واستخداماتها

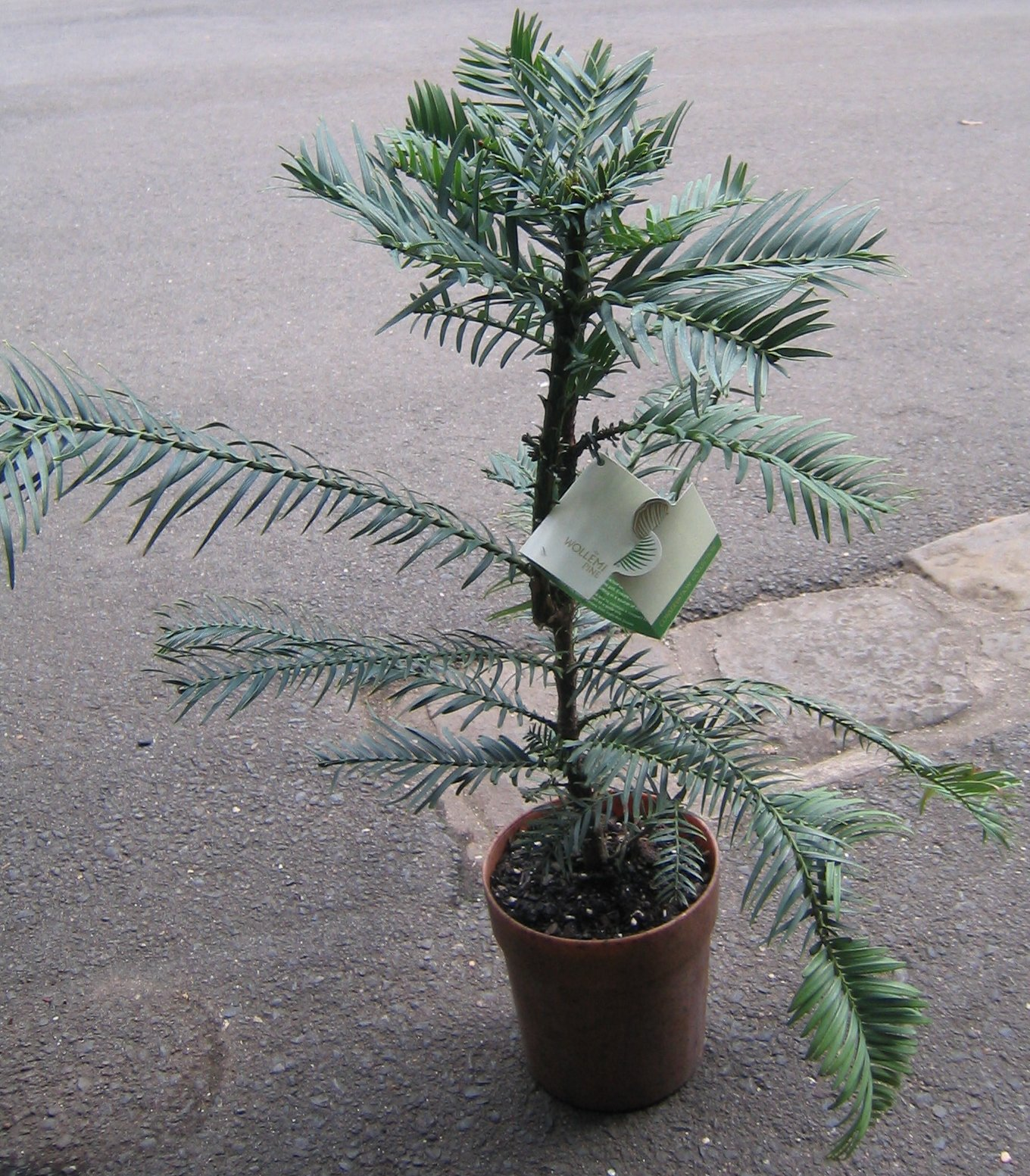
Wollemia nobilis المزروعة

أتاح برنامج التكاثر عينات صنوبر ووليمي للحدائق النباتية ، لأول مرة في أستراليا في عام 2006 . ثم امتد إلى جميع أنحاء العالم. قد تكون الشجرة قيمة للزينة ، إما مزروعة في أرض مفتوحة أو للأحواض والمزارعين. في أستراليا تم الترويج لأشجار الصنوبر ووليمي الأصلية المحفوظة بوعاء كشجرة عيد الميلاد. وقد أثبتت أيضًا أنها أكثر قدرة على التكيف مع البرودة الشديدة وفي الحرارة المعتدلة - قد يوحي التوزيع شبه الاستوائي الرطب ، بتحملها درجات حرارة تتراوح بين −5 و 45 °م (23 و 113 °ف) ، مع تقارير من اليابان والولايات المتحدة الأمريكية بأن يمكن لدرجة الحرارة أن تنخفض إلى −12 °م (10 °ف) . في حديقة انفريوي باسكتلندا زرع بستان من أشجار صنوبر ووليمي ، ويُعتقد أنه الموقع الأكثر شماليًا لأي زراعة ناجحة ، فقد نجت الاشجار من درجات حرارة −7 °م (19 °ف) ، وتم تسجيل هذا الرقم في يناير 2010. كما أنها تتحمل الشمس كما تتحمل الظل ايضا. مثل العديد من الأشجار الأسترالية الأخرى ، فإن أشجار ووليميا عرضة لعفن الماء المسمى Phytophthora cinnamomi ، لذلك قد يحد هذا من إمكاناتها كشجرة أخشاب .
نشرت الحدائق النباتية الملكية في سيدني معلومات حول كيفية زراعة صنوبر ووليمي من البذور التي تم حصادها من طائرات الهليكوبتر من أشجار الغابات. غالبية البذور التي تسقط من المخروط ليست قابلة للحياة ، لذا يجب فرزها للاحتفاظ بالبذور السميكة والداكنة. يمكن بعد ذلك زرعها فوق مزيج تربية البذور وسقيها. بمجرد تجفيف الماء من خلال المزيج ، يجب وضع القدر في كيس بلاستيكي وتبريده لمدة أسبوعين. بعد ذلك ، يجب إزالة القدر من الكيس البلاستيكي ووضعه في مكان دافئ ولكن ليس مشمسًا جدًا حتى تنبت البذور (تذكر إبقائها رطبة ولكن ليست مبللة). قد يستغرق هذا عدة أشهر.

### الرعاية
أشجار صنوبر ووليمي هي شديدة التحمل ومتعددة الاستخدام في الزراعة. على الرغم من كونها من الأنواع المهددة بالانقراض ، إلا أنها سهلة النمو وتتطلب رعاية منخفضة نسبيًا. سوف تتكيف مع مجموعة متنوعة من المناطق المناخية ، وتزدهر تحت أشعة الشمس الكاملة إلى المواقف الخارجية المظللة. كما يمكن الاحتفاظ بها في وعاء إلى أجل غير مسمى تقريبًا ، كما يمكن تشكيل نباتات منها في فصاري مناسبة للفناءات والشرفات والفنادق. ونظرًا لأنها تتحمل تكييف الهواء ، فيمكن استخدامها أيضًا كنبات ديكور داخلي. هناك حاجة أساسية يجب معرفتها لرعاية هذه الشجرة: فهي تتطلب تربة جيدة التصريف وحماية من الصقيع.

### التشذيب
عند تقليم شجرة صنوبر ووليمي ، يجب أن تستخدم مقصات معقمة في أي وقت من السنة للاحتفاظ بشكلها الكثيف . ويمكن تقليمها تقليما شديدا حتى ازالة ثلثي الشجرة. و يمكن التقليم بشكل كبير على الأطراف العلوية والفروع. أفضل وقت للتقليم هو خلال أشهر الشتاء.

### معدل النمو
تتمتع أشجار صنوبر ووليمي بنمو متحكم فيه للغاية ، خاصةً إذا تم حفظه في أصيص. وقد يستغرق الأمر مدة تصل إلى 25 سنة حتى تصل إلى 20 قدم في الارتفاع.

## علم تطور السلالات
يشترك جنس ووليميا في الخصائص المورفولوجية مع أجناس Araucaria و Agathis . وتمتلك كل من ووليميا و أروكاريا أوراقا كثيفة و amphistomatic (مما ينتج ثغورًا على جانبي الورقة) ، وقشور في شكل الورقة ، في حين أن ووليميا و أغاتس كلاهما يحتويان على كسور مدمجة بالكامل ، وقشور بيضية ، وبذور مجنحة. كما أن التدقيق في السجل الأحفوري لا يوضح علاقة ووليميا و أراوكاريا أو أغاتس ، حيث أن الأولى لها سمات أوراق متباينة مماثلة في شكلي البالغين والأحداث ، والأخيرة لها خصائص مخروطية متشابهة. علاوة على ذلك ، فإن الوصف الأخير للعديد من الأجناس المنقرضة داخل الجنس أروكارية يشير إلى علاقات معقدة داخل الأسرة وفقدان كبير للتنوع منذ العصر الطباشيري ، أي قبل نحو 175 مليون سنة . دراسة مبكرة لتسلسل الجين rbcL تضع شجرة ووليميا في الموضع الأساسي للجنس أروكارية وكمجموعة شقيقة لـ أغاتس و أروكاريا . في المقابل أظهرت دراسة أخرى لتسلسل rbcL أن ووليميا هي المجموعة الشقيقة لـ أغاتس ، و أروكاريا هي المجموعة الأساسية. يعد اختيار المجموعة الخارجية المختلفة والجينات المستخدمة في الدراسات السابقة هي الأسباب الكامنة وراء التناقض بين مجموعات الأجناس الثلاثة. أكدت الدراسات الجينية اللاحقة وضع ووليميا مع أوروكاريا كأخت لـ أغاثس استنادًا إلى بيانات من جين الرنا الريباسي 28s ،  وهو مزيج من جينات rbcL و matK ،  ودراسة شاملة تشمل الريبوسوم النووي 18S و 26S rRNA ، كلوروبلاست 16S rRNA و rbcL و matK و rps4 ، وجينات الميتوكوندريا coxl و atp1. وتوجد أسفله شجرة تطور السلالات لـجنس أروكارية وهي ترجع إلى البيانات الجزيئية المتفق عليها في التصنيف الفرعي .
التفرع ينطلق من
الصنوبريات وتتفرع منه إلى أروكاريا و ووليميا و أغاتس .

### سجل الحفريات المحتمل
لا توجد أحافير يمكن تخصيصها بشكل نهائي لـ ووليميا. أوراق أروكاريود من المحتمل أن تمثل ووليميا أو تم الإبلاغ عن أحد الأقارب من أوائل العصر الأيوسيني لتسمانيا. اقترح بعض المؤلفين أن جنس حبوب اللقاح الأحفوري Dilwynites ، المعروف من أواخر العصر الطباشيري - Pliocene في أستراليا ونيوزيلندا وباتاغونيا والقارة القطبية الجنوبية يمكن تخصيصه لـ ووليميا ، ومع ذلك ، فإن حبوب اللقاح في ووليميا متغيرة بدرجة كبيرة ، وقد تم التشكيك في تشابهها مع Dilwynites ، مع ديلوينايت أيضًا تشبه إلى حد كبير حبوب اللقاح لبعض أنواع أغاتس . لذلك من الممكن أن يمثل حبوب اللقاح Dilwynites تلك الموجودة في الصنوبريات الأروكوارية الأخرى وكذلك ربما أيضًا Wollemia .

## اقرأ أيضا
- نبات أروكاريويدس